# Wikipedie
Wikipedie (anglicky a v mnoha dalších jazycích Wikipedia) je mnohojazyčná online encyklopedie vytvořená a udržovaná jako projekt otevřené spolupráce se svobodným (otevřeným) obsahem, na jejíž tvorbě spolupracují dobrovolní přispěvatelé z celého světa. Využívá wiki redakční systém a jde o největší a nejoblíbenější všeobecné referenční dílo na World Wide Webu; podle hodnocení služby Alexa Internet z června 2019 je také jednou z nejpopulárnějších webových stránek vůbec. Obsahuje výhradně bezplatný obsah a neobsahuje jakékoliv komerční reklamy. Wikipedie je vlastněna a podporována, stejně jako další vzájemně propojené projekty, nadací Wikimedia Foundation, neziskovou organizací, která je financována především prostřednictvím darů.
Wikipedie byla spuštěna 15. ledna 2001 Jimmym Walesem a Larrym Sangerem. Její jméno navrhl Larry Sanger, jako spojení slov „wiki“ (havajské slovo pro „rychlý“) a „encyklopedie“. Zpočátku fungovala pouze anglická jazyková verze, brzy ale vznikly i další jazykové mutace. Česká verze byla spuštěna 3. května 2002. Celkově obsahovala Wikipedie v lednu 2024 více než 62,2 milionu článků ve více než 300 různých jazycích a v únoru 2014 dosáhla 18 miliard zobrazení stránek a téměř 500 milionů jedinečných návštěvníků měsíčně.
Wikipedie funguje na principu tzv. wiki, což znamená, že nový článek může vložit a libovolný článek může změnit (ať už pouze opravit překlep, zkorigovat věcnou chybu, článek výrazně rozšířit nebo zcela přepsat) takřka kdokoli s přístupem na web. Jedním ze základních pravidel prosazovaných uživateli je tzv. nezaujatý úhel pohledu – články musí nezaujatě prezentovat všechny podstatné názory na příslušné téma, aniž by některý vydávaly za jedinou objektivní pravdu. Požadavek na ověřitelnost údajů v článcích je uplatňován zejména u kontroverzních údajů a témat.

## Historie a rozsah
| „             | Pamatuji si na ten první den. Kliknul jsem na odkaz „Editovat“ a napsal „Hello World“. | “ |
| — Jimmy Wales |                                                                                        |   |

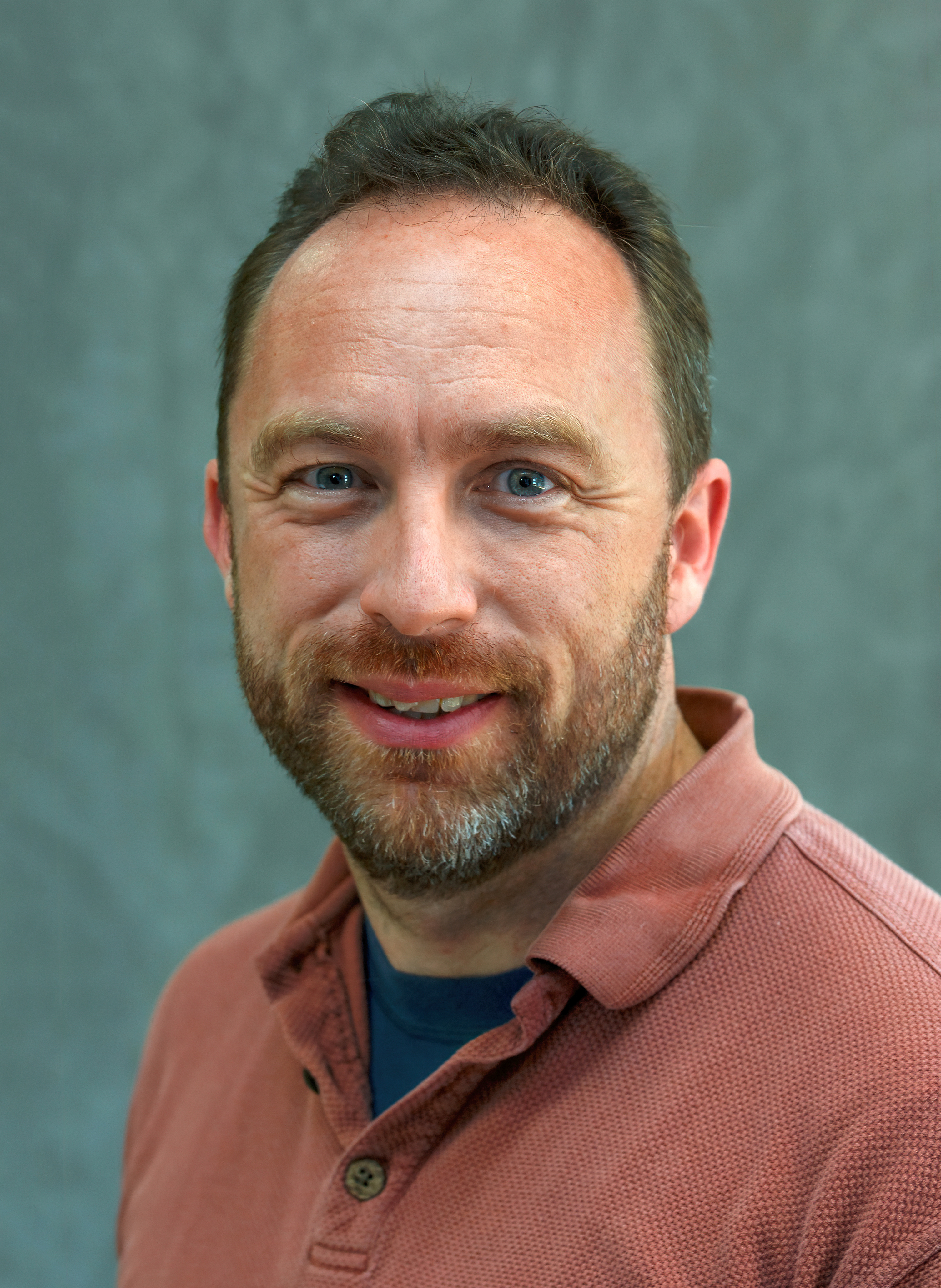
Jimmy Wales

Zárodek Wikipedie vznikl v roce 1995, kdy programátor Ward Cunningham založil webové stránky nazvané WikiWikiWeb, které mohl upravovat každý jejich návštěvník – od té doby se podobných systémů, dnes označovaných jako wiki (havajské slovo pro „rychlý“, míněno stránky, na kterých může návštěvník cokoliv rychle opravit) objevilo velké množství. Velmi často jsou používány např. jako vnitrofiremní báze znalostí.
Wikipedie jako taková vznikla 15. ledna 2001 jako doplňkový projekt k dnes již neexistující encyklopedii Nupedia, do které mohli přispívat jen odborníci. Zakladateli obou projektů byli Američané Jimmy Wales (přezdívaný Jimbo), internetový podnikatel, a Larry Sanger, filosof a informatik, který brzy z Wikipedie odešel. Wales 20. června 2003 založil podle zákonů státu Florida (USA) neziskovou nadaci Wikimedia, na kterou převedl autorská a vlastnická práva související s Wikipedií i sesterskými projekty. Sanger na konci roku 2004 rozpoutal diskusi článkem, v němž kritizoval anti-elitářství, které od spolupráce odrazuje experty, a v roce 2006 založil vlastní projekt Citizendium, který má tento nedostatek napravovat.
Popularita Wikipedie vytrvale roste. Postupně vedle ní vzniklo také několik sesterských projektů. Wikipedie patří mezi nejpopulárnější referenční stránky na webu, každý den obslouží přibližně 60 milionů požadavků. V počtu návštěv byla v červnu 2013 na 7. místě mezi všemi internetovými stránkami. Německá verze Wikipedie byla vydána na CD a tisícistránkový výběr asi 20 000 článků německé Wikipedie byl ve spolupráci s respektovanou vydavatelskou skupinou Bertelsmann v září 2008 vydán také knižně Das Wikipedia-Lexikon in einem Band. Na Internetu existuje velké množství serverů, které kopii obsahu Wikipedie nabízejí za podmínek licence GFDL.
V květnu 2005 obsahovala Wikipedie dohromady přibližně 1,5 milionu článků, v listopadu 2006 přes 5,6 milionů a v dubnu 2008 již přes 10 milionů článků. V lednu 2024 měla Wikipedie přes 62,2 milionů článků.
V březnu 2019 byly některé jazykové verze Wikipedie vypnuty na protest proti návrhu Evropské unie o autorském právu. Konkrétně byla 21. března vypnuta česká, slovenská, německá a dánská Wikipedie, o čtyři dny později byly na stejný protest vypnuty italská, galicijská, asturská a katalánská verze.

## Jazykové verze

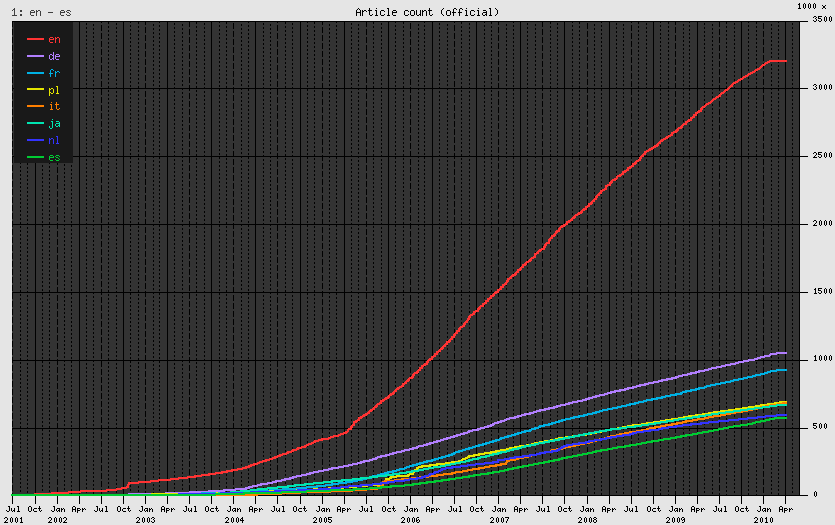
Růst počtu článků v jednotlivých jazykových mutacích Wikipedie

| Pořadí | Verze       | Počet článků |
| ------ | ----------- | ------------ |
| 1.     | anglická    | 6 933 273    |
| 2.     | cebuánská   | 6 116 872    |
| 3.     | německá     | 2 973 574    |
| 4.     | francouzská | 2 656 174    |
| 5.     | švédská     | 2 600 432    |
| 6.     | nizozemská  | 2 175 724    |
| 7.     | ruská       | 2 017 182    |
| 8.     | španělská   | 1 999 630    |
| 9.     | italská     | 1 897 745    |
| 10.    | polská      | 1 641 804    |

V lednu 2025 existovala Wikipedie ve více než 300 jazykových verzích. Anglická a cebuánská verze měla přes 6 milionu článků, dalších 17 verzí mělo přes milion článků, 54 přes 100 000 článků, 102 verzí více než 10 000 článků, 132 verzí více než 1 000 článků a 31 verzí více než 100 článků. Pro odlišení jednotlivých jazykových verzí se v URL používá standard ISO 639-1 – např. en pro angličtinu, cs pro češtinu atd.
Nejrozsáhlejšími verzemi jsou anglická (10,8 % celkového počtu článků Wikipedie), cebuánská (9,5 %), německá (4,6 %), francouzská (4,1 %), švédská (4,1 %) a nizozemská (3,4 %). 48,3 % článků Wikipedie je napsáno v 10 jazycích, 68 % ve 20 jazycích.
Česká Wikipedie byla spuštěna 3. května 2002 a v lednu 2025 obsahovala přes 559 000 článků jako 28. v pořadí. České články představovaly 0,9 % z celkového počtu článků na Wikipedii. Slovenská Wikipedie měla ve stejné době přes 251 000 článků.
V lednu 2025 bylo na všech jazykových verzích registrováno celkem přes 117,1 milionu uživatelů, z toho na anglické 41,3 %, španělské 6,2 %, francouzské 4,3 % a německé 3,8 %. Více než 287 300 uživatelů bylo aktivních, kteří editovali v posledních 30 dnech. Z těch bylo opět nejvíce na anglické Wikipedii (40,7 %), německé (5,9 %), francouzské (5,8 %), nebo španělské (4,5 %). Celkem bylo evidováno 3 495 správců.

### Poměr kpočtu uživatelů jazyka
V porovnání k počtu uživatelů jazyka (údaje z března 2017) tabulku s náskokem vedou umělé jazyky volapük, ido a interlingua, u nichž počet článků převyšuje velmi malý počet jejich mluvčích. Prvním z umělých jazyků s velkou uživatelskou základnou je esperanto (se 120 články na 1000 mluvčích je na 22. místě). Z národních jazyků jsou na čelních místech aragonština a kornština (stovky článků na tisíc mluvčích), s více než 100 články na tisíc mluvčích pak například normanština, skotská gaelština, severní sámština. Hranici 100 článků na 1000 mluvčích dále překročily norská, bretonská a irské verze. V české verzi (43. místo v pořadí) na tisíc mluvčích připadá přibližně 35 článků, srovnatelná je čuvaština; u angličtiny cca 10. Podle závěru tabulky v nepálském, kašmírském, paštském a paňdžábském jazyce připadá méně než 100 článků na milión lidí užívajících tyto jazyky. Metodika určování počtu uživatelů jazyků je ovšem sporná, zvláště u umělých, menšinových a mezinárodně užívaných jazyků.

## Licencování obsahu
Encyklopedický obsah Wikipedie je zveřejňován pod svobodnými licencemi, což znamená, že při dodržení jistých pravidel je možno jej volně šířit a dále užívat. Texty ve Wikipedii byly původně zveřejňovány pod svobodnou licencí GNU FDL, v červnu 2009 však veškerý textový obsah přešel pod licenci CC BY-SA. Další multimediální obsah, jako jsou obrázky či jiné vložené soubory, je z velké části zveřejněn pod svobodnými licencemi různých typů; pro shromažďování a sdílení takového multimediálního obsahu používá Wikipedie centrální úložiště na projektu Wikimedia Commons. Na některých jazykových verzích Wikipedie je navíc dovoleno používat i některý multimediální obsah (zejména obrázky), který není k dispozici pod svobodnou licencí, ale na základě některé výjimky z ochrany autorským právem. Typickým příkladem je anglická Wikipedie, která umožňuje za jistých podmínek (zejména neexistence svobodné alternativy) používat obrázky splňující podmínky tzv. fair use, výjimky definované americkými zákony.
V projektu Wikipedie se dbá, aby zveřejnění textů, obrázků a dalšího obsahu pod svobodnou licencí bylo v souladu se zákonnou ochranou autorského práva, což na webové síti, zvláště na anonymních webech užívajících bezplatného hostingu, nebývá vždy obvyklé.

## Software a technika

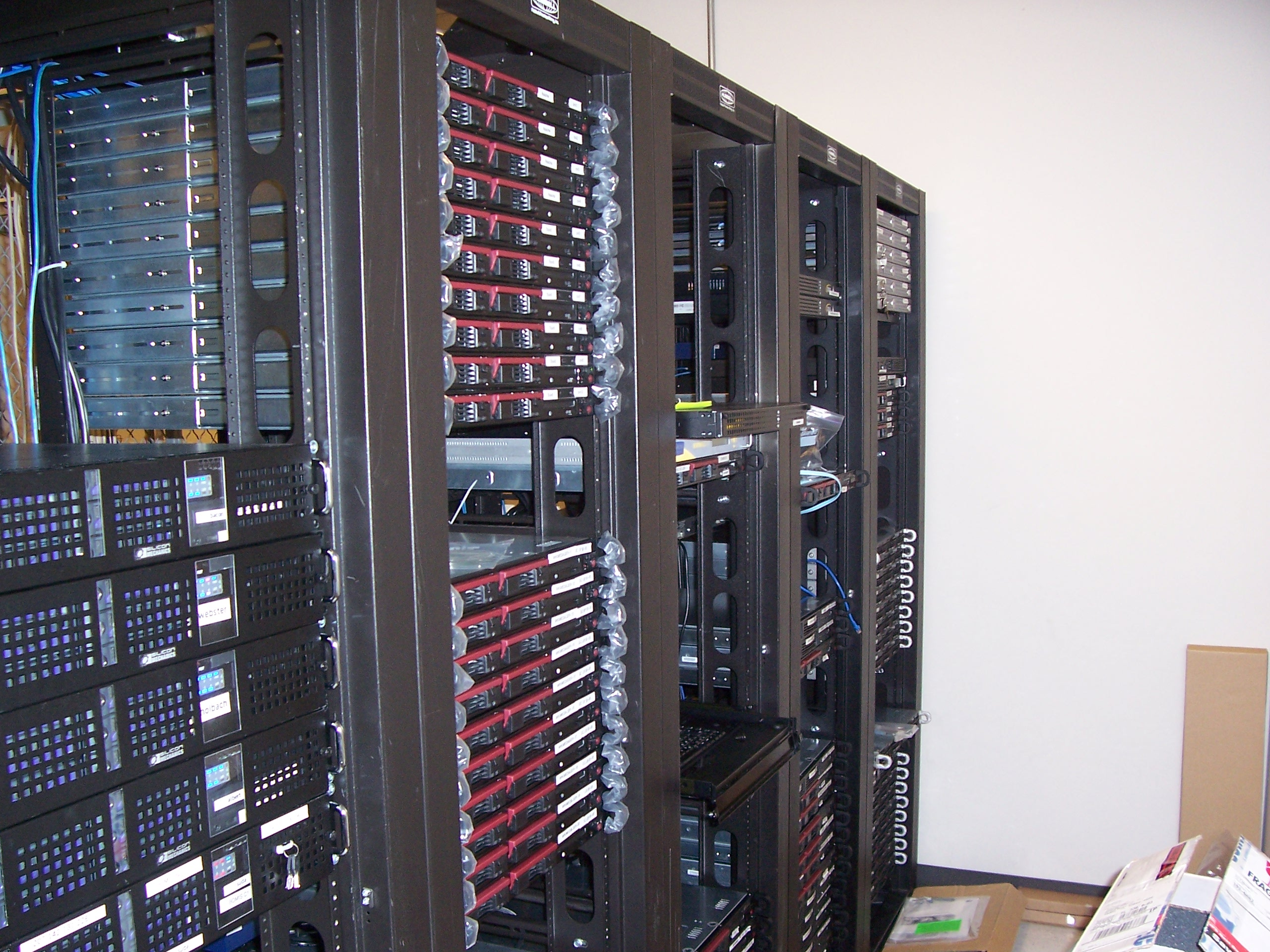
Wikipedie přijme přes 1000 požadavků za sekundu, které vyřizuje více než 170 serverů.

Wikipedie běží na svobodném software MediaWiki na clusteru vyhrazených serverů na Floridě v USA a dalších třech místech světa. MediaWiki je už třetí etapou v softwarovém vývoji. Původně, v první etapě, Wikipedie fungovala na UseModWiki od Clifforda Adamse (a je archivovaná jako Nostalgia wiki). Zpočátku bylo třeba pro odkazy používat zápis slov bez mezer, tzv. CamelCase, později bylo možno používat dvojité lomené závorky.
Do druhé etapy Wikipedie vstoupila v lednu 2002, když začala používat wiki engine napsaný v PHP s databází MySQL, který speciálně pro Wikipedii vytvořil Magnus Manske. Následně byly několikrát provedeny úpravy za účelem zvýšení výkonu, aby bylo možno zvládnout narůstající provoz. Nakonec bylo programové vybavení znovu přepsáno, tentokrát Lee Danielem Crockerem. Tato třetí vývojová etapa byla nazvána MediaWiki a do ostrého provozu byla nasazena v červenci 2002. Má svobodnou licencí GNU GPL a používají ji všechny projekty nadace Wikimedia.
V roce 2003 byl jediný server, který do té doby obsluhoval Wikipedii, rozšířen na distribuovanou architekturu n-tier. V lednu 2005 celý projekt fungoval na 39 vyhrazených serverech umístěných na Floridě. Konfigurace zahrnovala jeden hlavní databázový server s MySQL, několik podřízených databázových serverů, 21 webových serverů s Apache a 7 serverů se Squid cache. Do ledna 2006 se serverový park rozrostl na 171 strojů na čtyřech místech světa. Na většině z nich je nainstalován operační systém Linux, převládá distribuce Fedora, po jednom serveru obsazují FreeBSD a Solaris.
Požadavky na stránky jsou nejprve vyřizovány skupinou nárazových (front-end) cachovacích serverů se Squid cache. Požadavky, které nemohou být vyřízeny z cache (vyrovnávací paměti) se posílají na dva servery pro rozložení zátěže (load-balancing) běžící na software Perlbal, které požadavky přepošlou na jeden z webových serverů s Apache. Webservery sestavují stránky z databáze a dodávají je všem Wikipediím. Dalšího zrychlení sestavování stránek pro anonymní uživatele je dosahováno dočasným ukládáním v souborovém systému, dokud nevyprší jejich časová platnost, což umožňuje ve většině běžných přístupů ke stránce vynechat opětovné sestavování.
Wikipedie začala budovat globální síť cachovacích Squid serverů v prosinci 2004 umístěním tří strojů ve Francii. Dále přibyl nizozemský cluster s 11 servery a 23 serverů v Koreji.
Stav Wikipedie uživatelé hlásí na stránku „Status page“ na serveru OpenFacts. Podrobné informace o serverech a software jsou na anglických stránkách „Wikimedia servers“.

### Pomůcky kužívání Wikipedie
Jsou vyvinuty různé softwarové pomůcky, které usnadňují prohlížení a editaci Wikipedie. Například pro snadnější užívání a editaci Wikipedie v prohlížeči Mozilla Firefox existuje rozšíření Wikipedia Extension. V říjnu 2010 byl představen online nástroj WikiBhasha, který umožňuje snadnější tvorbu článků pomocí překladu z anglické Wikipedie do některých jiných jazykových verzí.

## Hodnocení a kritika Wikipedie
Wikipedie se pravidelně stává objektem zájmu médií, zakladatel Wikipedie Jimbo Wales se dokonce v roce 2006 objevil v žebříčku 100 nejvlivnějších lidí světa časopisu Time. Kromě toho se Wikipedie stala objektem řady studií, výzkumů a srovnání kvality, které se dosud zpravidla zaměřují na největší jazykové verze, anglickou a německou. Značnou pozornost vyvolal článek časopisu Nature na konci roku 2005, ve kterém byly porovnávány anglická Wikipedie a Encyclopædia Britannica se závěrem, že obsahují srovnatelný počet chyb. Britannica metodiku a výsledky srovnání ostře odmítla.
Wikipedie je velmi oblíbeným zdrojem referátů pro studenty všech typů škol. Podle průzkumu Cambridge ji ke studiu využívá celkem 82 procent vysokoškoláků.
Ke sledovaným tématům patří spory o podobu článků, při nichž (zpravidla) dva uživatelé neustále mění editace toho druhého do své původní podoby. Většina těchto tzv. revertovacích válek (angl. edit wars) se týká malého procenta kontroverzních článků. Na anglické Wikipedii k vysoce kontroverzním tématům patří např. George W. Bush, anarchismus a Mohamed. K zabránění revertovacích válek byla na Wikipedii přijata řada opatření, např. pravidlo tří revertů nebo úvodní upozornění vztahující se ke kontroverzním článkům. Také se vyvinuly metody, jak revertovací války na Wikipedii automaticky detekovat.
Kolem Wikipedie už vzniklo několik skandálů, vyvolaných nepravdivým obsahem článků – například v polské verzi Wikipedie dlouho existoval článek o Henryku Batutovi, což byla zcela fiktivní osoba. Kriticky se k Wikipedii v minulosti vyjadřovali zástupci Encyclopedie Britanniky.
Nejčastěji uváděným nedostatkem Wikipedie je to, že žádná vydavatelská autorita neručí za správnost obsahu.
Jiná kritika se zaměřuje na fungování komunity přispěvatelů Wikipedie, případně na konkrétní čelné osoby projektu. Často pochází zevnitř komunity existující kolem Wikipedie, např. od přispěvatelů, kteří se s komunitou rozešli ve zlém, účast na tvorbě Wikipedie jim byla zakázána apod. Například stránka wikitruth.info obsahuje široké spektrum negativních hodnocení anglické Wikipedie až po zesměšňování a urážky konkrétních osob.
Daniel Dočekal o Wikipedii uvedl: „Přínosem Wikipedie je velké množství volně dostupných informací, které jsou navíc poměrně dobře vzájemně propojeny. Pokud je obsah brán s nutnou rezervou toho, že je vytvářen lidmi, tak může být velmi užitečný při rešerších.“
V roce 2013 byla po Wikipedii pojmenována planetka.

### Systematická zaujatost
Některé zdroje Wikipedii kritizují pro její systematickou liberální (v americkém smyslu slova liberalismus, tj. liberálně-levicovou), levicovou a protikonzervativní zaujatost. Sám zakladatel Wikipedie Jimmy Wales uznává, že je obsah Wikipedie liberálnější nežli názory průměru americké společnosti, ale vysvětluje to tím, že mezinárodní anglickojazyčná komunita je liberálnější než obyvatelstvo Spojených států. Lawrence Solomon v National Review dochází ke zjištění, že články o tématech jako globální oteplování, inteligentní design či Roe vs. Wade vykazují systematickou zaujatost ve prospěch liberálů. Zaujatý a hyperkritický pohled Wikipedie na inteligentní design uvádí ve svém článku v roce 2007 i The Christian Post.
Nicholas Stix v časopise American Renaissance dokládá systematickou levicovou zaujatost Wikipedie v rasových otázkách. Wikipedie se staví pozitivně k rasové desegregaci, afirmativní akci a mezirasovému manželství. Informuje o bělošském násilí vůči jiným rasovým skupinám, ale naopak zamlčuje události opačného charakteru. Pozitivně se vyjadřuje o antirasistických i radikálních černošských aktivistech, ale naopak pomlouvá a negativně nálepkuje členy probělošských skupin. Když přijde na „věrohodného zdroje“ v otázce rasy a politiky, může jimi být jen cokoliv „věrohodně levicového“. Zdroji mohou být liberální vysokoškolské noviny a dokonce i fundraisingové dopisy organizací jako Southern Poverty Law Center či Anti-Defamation League, naopak nepohodlné stránky jsou odstraňovány.
V září 2010 srovnal Rowan Scarborough v časopise Human Events přístup Wikipedie k biografickým článkům o kandidátech ve volbách konaných v témže roce a vyšlo mu, že Wikipedie systematicky výrazně negativněji informuje o konzervativcích a kandidátech podporovaných hnutím Tea Party nežli o liberálech a středově orientovaných kandidátech.
Tim Anderson, vyučující na Sydneyské univerzitě, tvrdí, že Wikipedie podporuje politiku americké vlády a to, co o ní tvrdí média vlastněná velkými korporacemi. V článku o Hugo Chávezovi jsou používány vůči němu kritické zdroje, ale zdroje jako Venezuela Analysis a Z Magazine označují správci Wikipedie za „nepoužitelné“.
Dne 24. prosince 2024 vyzval Elon Musk dárce, aby přestali posílat finanční příspěvky Wikipedii.

## Sesterské projekty

Logo nadace Wikimedia

Vedle Wikipedie provozuje nadace Wikimedia několik dalších otevřených projektů, které plní jiné než encyklopedické cíle. Mezi nejdůležitější patří: Wikislovník – výkladový slovník a tezaurus, Wikizdroje – úložiště volných dokumentů, Wikimedia Commons – repozitář svobodných multimediálních děl, Wikizprávy – otevřené zpravodajství, Wikicitáty – sbírka citátů, Wikiknihy – volně dostupné učebnice a příručky, Wikidruhy – adresář biologických druhů, Wikidata – svobodná databáze znalostí a Wikicesty – cestovní průvodce.